# ジェームズ・マレー (辞典編纂者)
ジェームズ・オーガスタス・ヘンリー・マレー（James Augustus Henry Murray, 1837年2月7日 - 1915年7月26日）は、文献学者、辞典編纂者。
初版刊行まで70年を費やし、英語分野において最も信頼されている辞書『オックスフォード英語辞典』（『OED』）の編集主幹。息子はチェスの歴史研究で知られるH・J・R・マレー。孫にイエズス会の神父、ロバート・P・R・マレーがいる

## 来歴
スコットランドに生まれた。生家は仕立屋を営んでいた。
1851年に14歳で地元の学校を卒業する。経済的理由で進学は許されなかったが、ラテン語、フランス語、イタリア語、ドイツ語、ギリシャ語の知識を身に付けた。
1867年に就職を希望する手紙を大英博物館に送るが、採用されなかった。やがて友人の紹介で文献学会に入会し、1869年に同会の評議委員となる。1873年に『スコットランド南部諸州の方言』を出版する。
1915年に胸膜炎で死去。

## 業績
1857年にリチャード・トレンチが「わが国の英語辞典の欠陥について」と題してロンドン図書館で講演し、今後において編纂されるべき大辞典についての意見を述べる。翌1858年に文献学会が「歴史的原理にもとづく新英語辞典」の編纂を計画し、ハーバード・コールリッジが最初の編集主幹となるが、2年後の1860年に死去する。
1877年にマレーは文献学会から辞典編纂の打診を受け、見本を数ページ作成する。見本は出版元として有力だったオックスフォード大学出版局に送られ、マレーは1878年にオックスフォード大学に招かれて同大学出版局の理事と面談する。こうして1879年に文献学会とオックスフォード大学出版局が正式に契約を交わし、マレーが編集主幹となって本格的に作業が開始された。
マレーは語彙を採用する基準として、英語の文語・口語の両面における「普通語」の「中心をなす部分」と指定した。しかし、マレー自身は辞書を「話者がその言語の素材を、時間と共にいかに発達させて使用してきたかの記録」と見なす記述主義に徹しており、多くの人々が言葉の使い方の正誤を手紙で尋ねても、彼は言葉の多様性を理由に「自然な表現の好みの問題」とした。マレーの目的は「語彙の伝記を書くこと」にあり、起源や形式から語義をひねり出そうとする意識を退けた。
『OED』の完成が宣言されたのは、マレーの死から数年後の1927年の大晦日であった。